# Fibroblast
Fibroblast (lat. fibroblastus, TH: H2.00.03.0.01002) je vrsta stanice vezivnog tkiva. Spljoštena je i izdužena oblika. Ima citoplazmatske nastavke i ovalnu jezgru.
Sintetizira izvanstaničnu matricu i kolagen, strukturni okvir (stroma) životinjskih tkiva, koji je bitan u zarastanju rana. Fibroblasti su najuobičajenije stanice vezivnog tkiva kod životinja.
Fibroblast (fibrocit) stvara sve dijelove međustanične tvari, a reverzibilno prelazi u fibrocit.

## Vanjske poveznice
- UIUC Histology Subject 240  Arhivirana inačica izvorne stranice od 19. rujna 2016. (Wayback Machine)
- MedEd na Loyoli